# Khold
Khold este o formație de black metal din Norvegia, fondată în anul 2000.